# Mörsbach
Mörsbach är en kommun i Westerwaldkreis i förbundslandet Rheinland-Pfalz i Tyskland. Kommunen bildades 1 januari 1975 genom en sammanslagning av kommunerna Niedermörsbach och Obermörsbach.
Kommunen ingår i kommunalförbundet Verbandsgemeinde Hachenburg tillsammans med ytterligare 32 kommuner.